# Прокопьев, Вадим Евграфович
Вадим Евграфович Прокопьев (бел. Вадзiм Еўграфавiч Пракоп'еў; род. 4 декабря 1971, Минск, БССР, СССР) — белорусский общественный деятель, ответственный за вопросы безопасности, МВД и Минобороны в оппозиционном Народном антикризисном управлении в 2020—2021 годах, бизнесмен. Основатель и замкомандира белорусского полка «Пагоня».

## Биография
Вадим Прокопьев родился в Минске в 1971 году. Учился в Минском Суворовском военном училище. Получил специальность «Финансы и кредит» в Институте современных знаний имени А. М. Широкова в Минске. Владеет английским и итальянским языками.
Вадим Прокопьев был известным в Минске ресторатором. Имел доли в различных заведениях и управлял ими.
В апреле 2020 года Вадим Прокопьев стал главой Ассоциации рестораторов Беларуси. Летом того же года он заявил, что продаёт весь белорусский бизнес и переезжает в другую страну.

## Общественная деятельность
9 августа 2020 года были запланированы президентские выборы в Беларуси 2020, в связи с этим, уже до выборов началась протестная активность.
В середине июля 2020 года Вадим Прокопьев выпускает ролик на YouTube, где вызывает Александра Лукашенко на дуэль, по его словам, он это делал для развенчания образа «вождя» и разрушения патерналистских традиций власти. К этому времени Прокопьев уже покинул страну и переехал в Стамбул, а затем в Киев. Прокопьев продолжает записывать видеообращения, ролики вызывают большой резонанс в обществе и набирают миллионные просмотры. В своих видео он обращается как к белорусским гражданам, так и представителям власти: главе Центризбиркома Лидии Ермошиной, силовикам.
Прокопьев пытался объединить разрозненные центры белорусской оппозиции: инициировал первый круглый стол оппозиции в октябре 2020 года в Вильнюсе и в январе 2021 года в Тракай, но попытки объединить оппозицию оказались неудачными. Состоял в Народном Антикризисном Управлении (НАУ), которое создал Павел Латушко, был ответственным за вопросы безопасности, МВД и обороны. В сентябре 2021 Прокопьев покидает НАУ.
В 2021 году Прокопьев вёл блог на Youtube под названием «Радио Гаага». Канал запретили в Беларуси (в феврале его и Telegram-канал Прокопьева суд признал экстремистскими материалами, а в июне 2022 года эти интернет-ресурсы КГБ объявил экстремистским формированием), а Вадима Прокопьева объявили в розыск, его квартиру в Минске разгромил ГУБОПиК.
В 2021 году жил в Варшаве, где и находится офис НАУ.
После вторжения России на Украину, Вадим Прокопьев отправился в Киев.
Там он создал новое белорусское подразделение полк «Пагоня» в составе интернационального легиона ВСУ. По мнению Прокопьева и его сподвижников, воины этого полка и другие подразделения беларусов, которые находятся на Украине, после окончания боевых действий станут важнейшим инструментом освобождения Беларуси от диктатуры. Рекрутинговый центр полка «Пагоня» расположен в Варшаве, где бойцы проходят обучение, прежде чем идти на фронт. В ноябре 2022 года стало известно о возбуждении уголовного дела против Прокопьева по статье о создании экстремистского формирования либо участии в нём за создание «Пагони».
Вадим Прокопьев, выступая на Форуме демократических сил Беларуси отметил, что без создания альтернативного правительства, зарождающаяся белорусская национально-освободительная армия, которая сейчас воюет в Украине, будет расформирована при прекращении военных действий или начала переговоров между Россией и Украиной. Соответственно нынешнее состояние лидерства в белорусской оппозиции не может привести к победе над диктатурой.
Во время конференции «Новая Беларусь», организованной штабом Светланы Тихановской, озвучил необходимость организации правительства в изгнании, чтобы оппозиция представляла собой не набор гражданских инициатив и офисов, а единое правительство и могла представлять альтернативную Лукашенко власть, а к Беларуси начали относиться серьёзно как на Западе, так и в воюющей Украине.
В июне 2023 года Минский городской суд заочно приговорил Прокопьева к 25 годам колонии по обвинению в терроризме. В декабре того же года Брестский областной суд приговорил его ещё к 25 годам колонии и к штрафу по нескольким статьям уголовного кодекса.